# Преваранти (филм из 2019)
Преваранти (енгл. The Hustle) је амерички хумористички филм из 2019. године редитеља Криса Адисона и сценариста Стенлија Шапира, Пола Хенинга, Дејла Лонера и Жек Шефер. Представља римејк усредсређен на жене филма Прљави покварени преваранти из 1988. године, који је римејк филма Ноћна прича из 1964. године. Главне улоге играју Ен Хатавеј, Ребел Вилсон и Алекс Шарп и прати две жене које су кренуле у превару са интернет милионером.
Филм је биоскопски објављен 10. маја 2019. године у Сједињеним Државама, од старне United Artists Releasing-а, док је Universal Pictures дистрибуирао филм на међународним тржиштима. Филм је биоскопски објављен 16. маја 2019. године у Србији, од стране Taramount Film-а. Добио је углавном негативне критике и зарадио 97 милиона америчких долара широм света.

## Радња
Ребел Вилсон и Ен Хатавеј глуме две преваранткиње које „оперишу” у очаравајућем приморском градићу на југу Француске. Џозефин Честерфилд је гламурозна и заносна Британка са луксузном кућом у Бомон-сур-Меру са склоношћу да обмањује богате мушкарце из свих делова света. У њен уређен, имућан живот улази Пени Раст, Аустралијанка која је забавна и спонтана, колико је Џозефин прорачуната и лукава. Док Пени узима гомилу новца пљачкајући своје жртве по локалним кафићима, Џозефин пуни свој сеф дијамантима након што пронађе свој плен у отменим касинима. Упркос различитим методама, обе су мајстори заната и варају мушкарце који су нанели зло женама. Заводнички таленат Вилсонове и бритки ум Хатавејеве биће запаљива комбинација када се ове две жене удруже да преваре наивног технолошког тајкуна који је милијардер.

## Улоге
| Глумац           | Улога              |
| ---------------- | ------------------ |
| Ен Хатавеј       | Џозефин Честерфилд |
| Ребел Вилсон     | Пени Раст          |
| Алекс Шарп       | Томас Вестерберг   |
| Дин Норис        | Хауард Бејкон      |
| Тимори Симонс    | Џереми             |
| Ингрид Оливер    | Бриџит Дезџардинс  |
| Николас Вудесон  | Алберт             |
| Роб Делејни      | Тод                |
| Тим Блејк Нелсон | Портној            |